# Olsberg (Duitsland)
Olsberg is een stad en gemeente in de Duitse deelstaat Noordrijn-Westfalen, gelegen in de Hochsauerlandkreis. De gemeente telt 14.432 inwoners (31 december 2020) op een oppervlakte van 118,00 km². Naburige steden zijn onder andere Winterberg, Bestwig en Brilon.
De stad Olsberg bestaat uit 12 deelgemeenten: Antfeld, Assinghausen, Bigge, Bruchhausen, Brunskappel, Elleringhausen, Elpe/Heinrichsdorf, Gevelinghausen, Helmeringhausen, Olsberg, Wiemeringhausen en Wulmeringhausen.
Op 23 juni 2014 kwam boven Olsberg een Duitse militaire straaljager Eurofighter in botsing met een privéjet. De privéjet is neergestort en hierbij zijn de twee inzittenden overleden.

## Bezienswaardigheden
Nabij Bruchhausen liggen de Bruchhauser Steine.

## Foto's

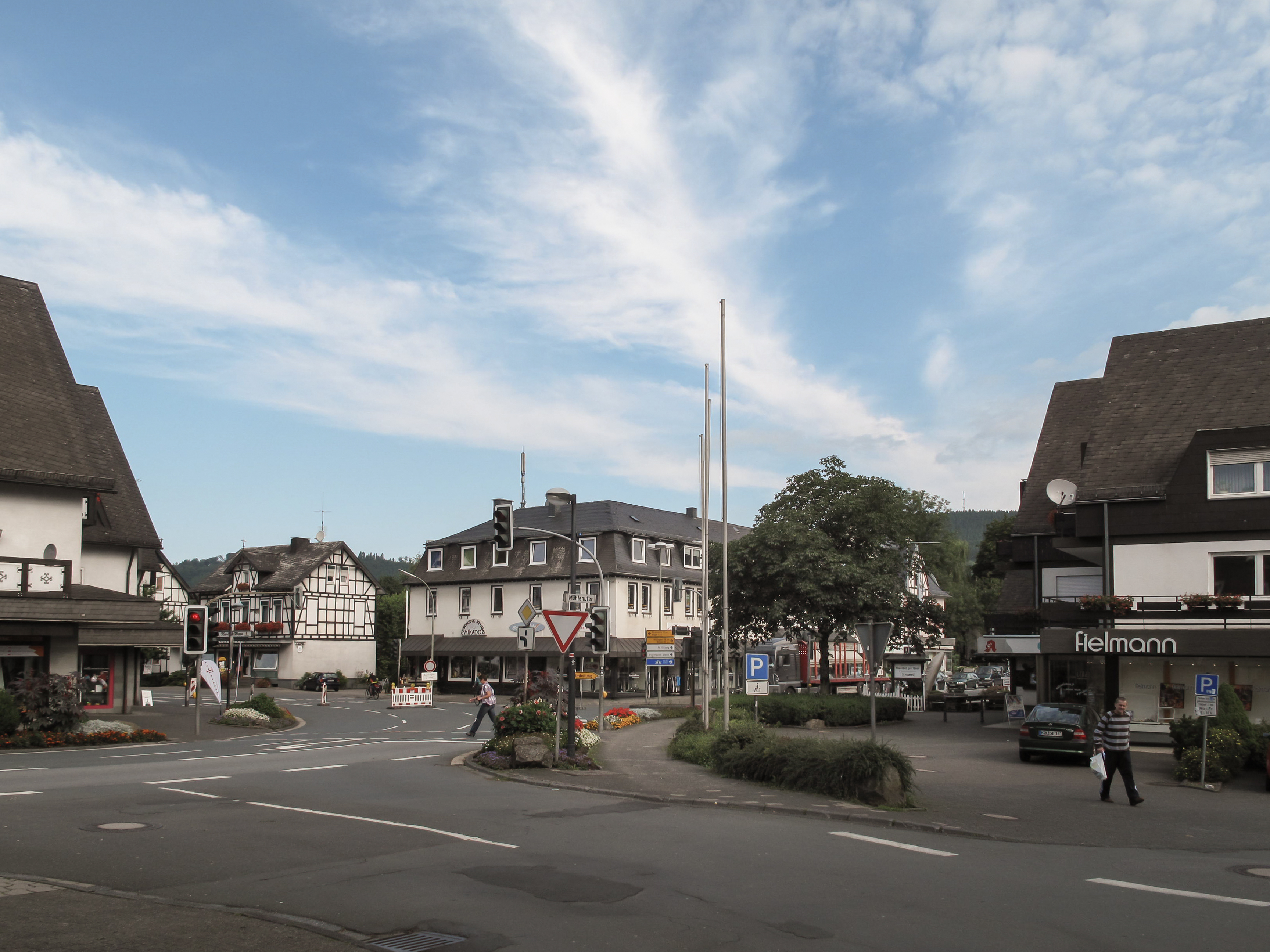
Olsberg, straatzicht
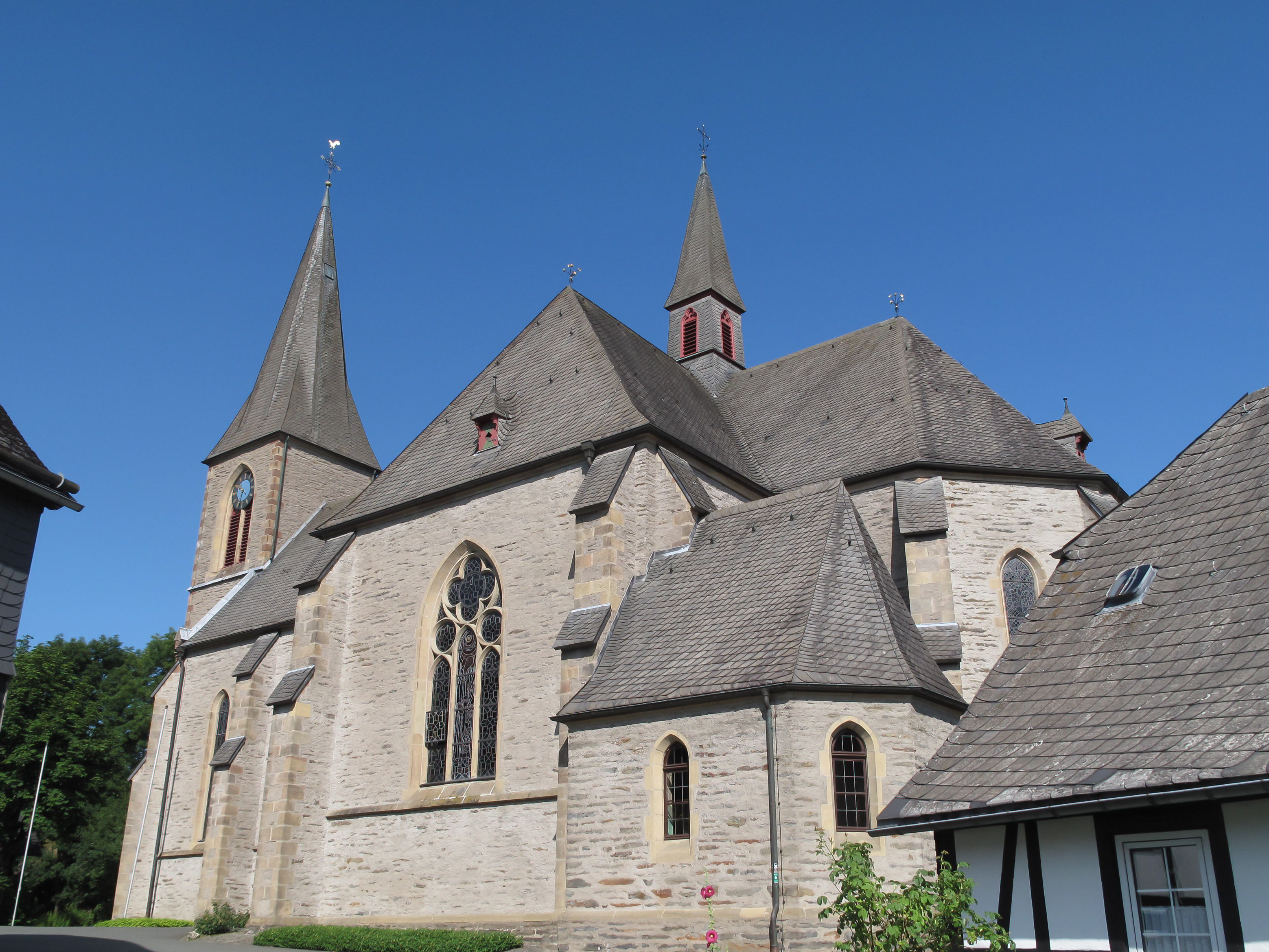
Assinghausen, kerk
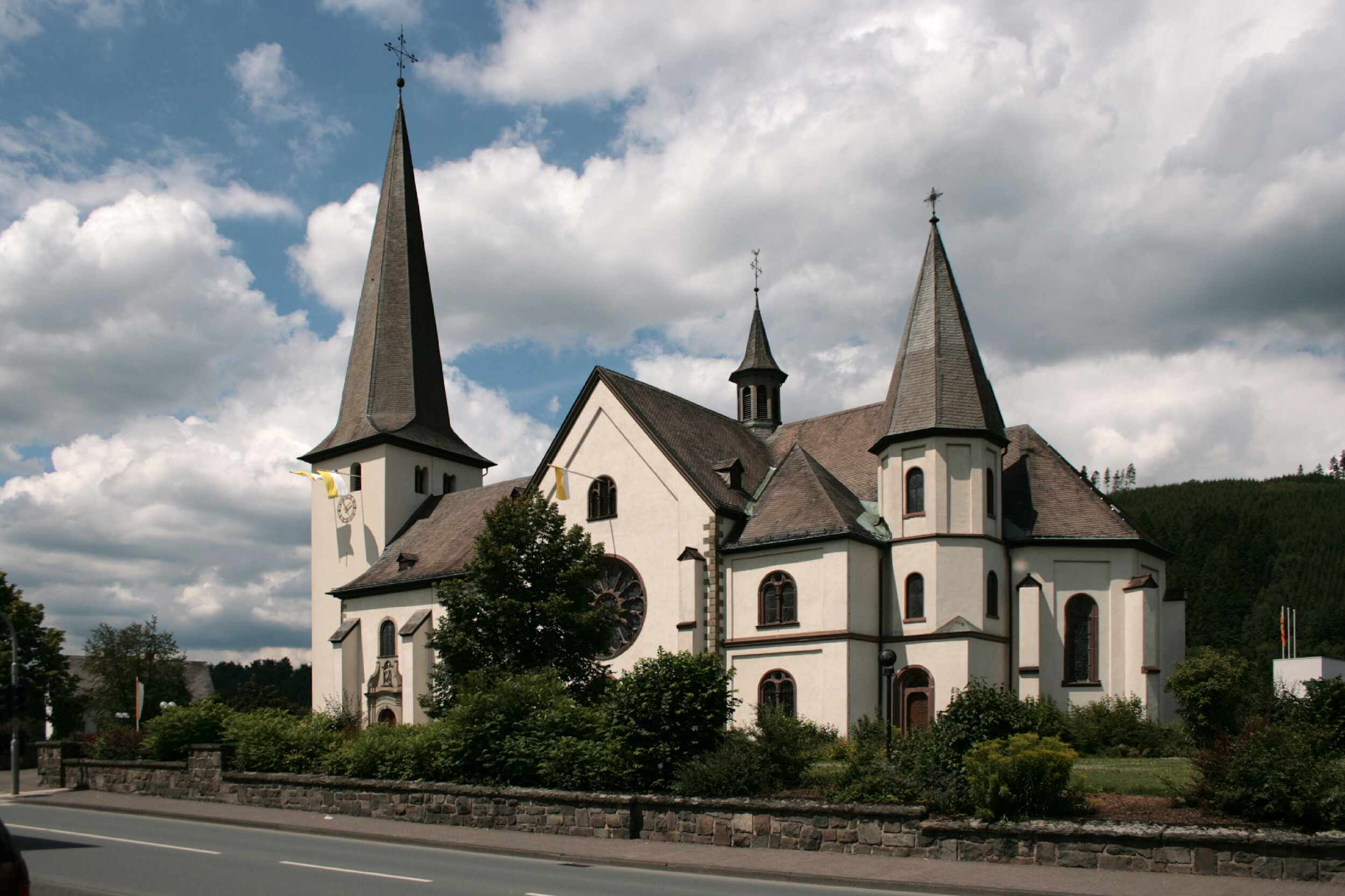
Bigge, St. Martinkerk
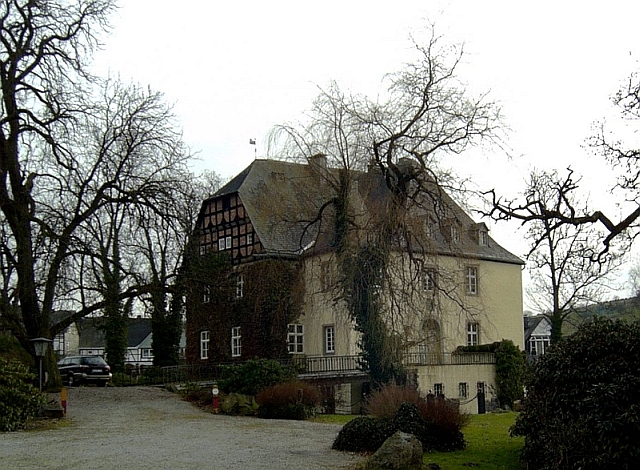
Bruchhausen, Schloss Bruchhausen
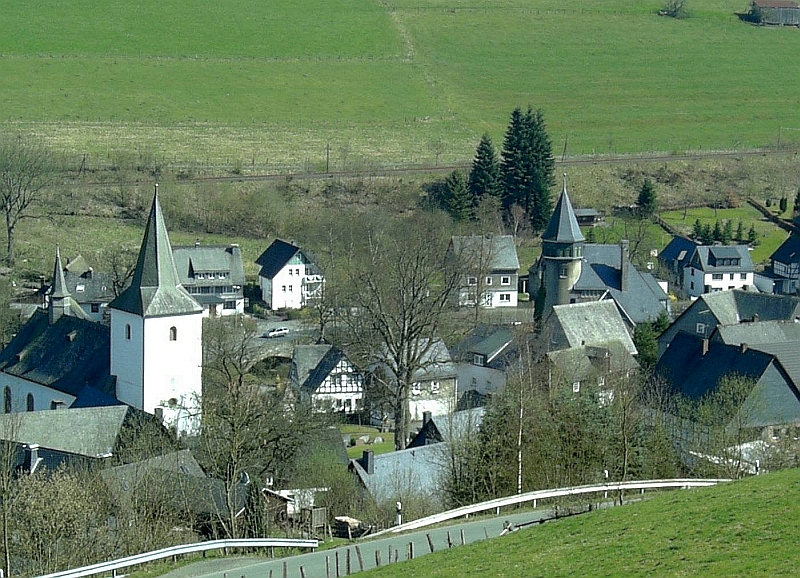
Brunskappel
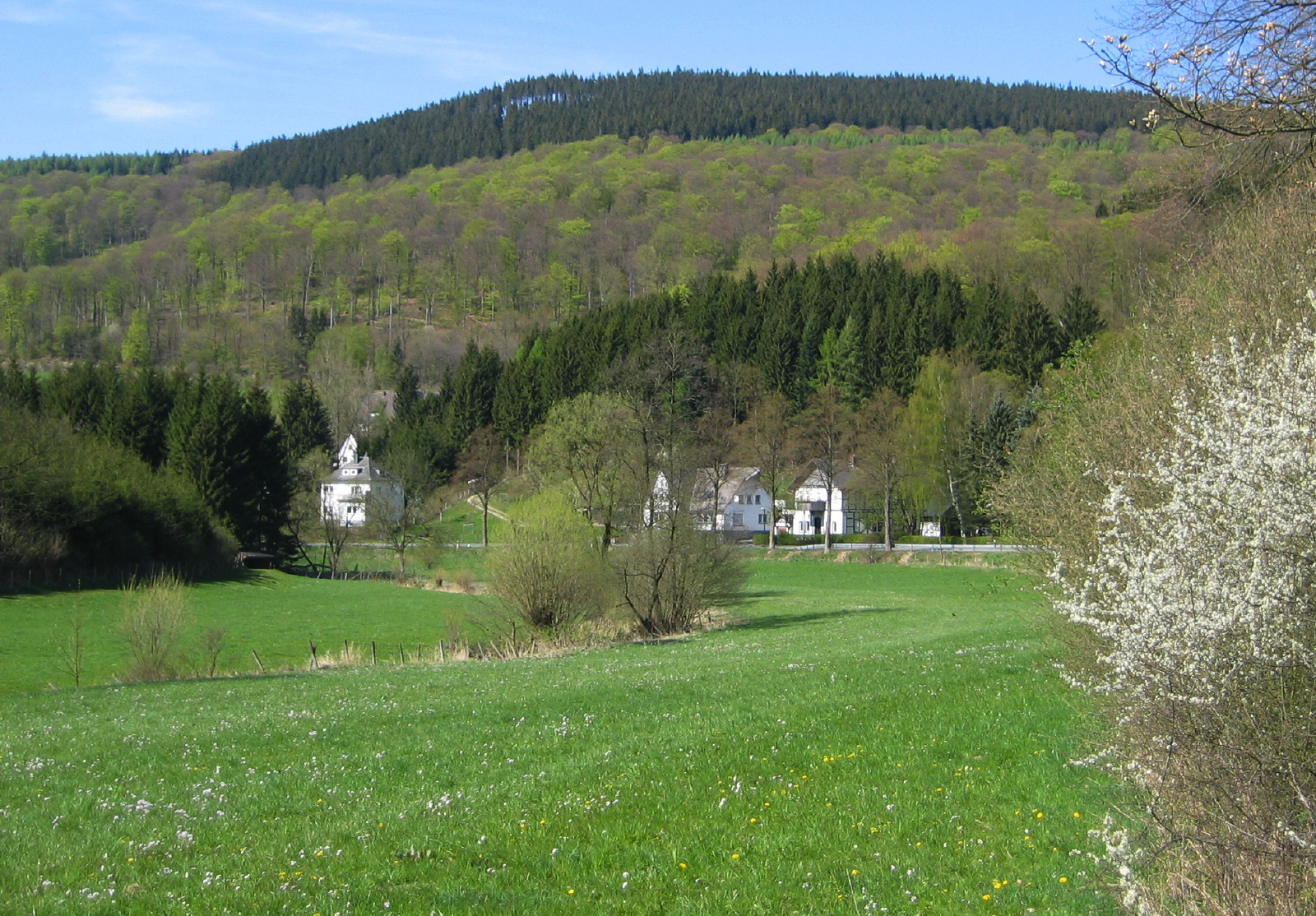
Elleringshausen, Gierskoppbachdal
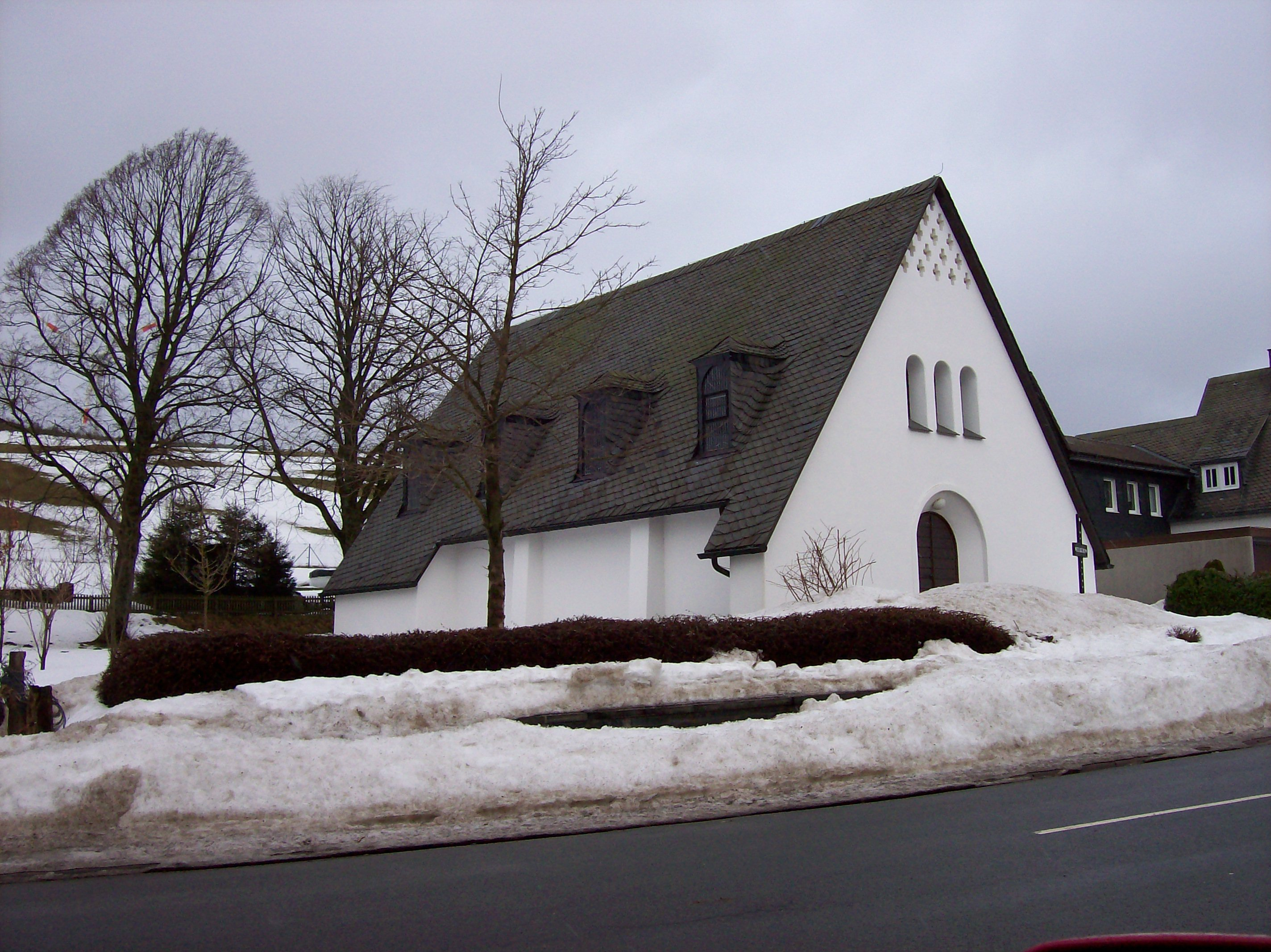
Heinrichsdorf, Mariakapel
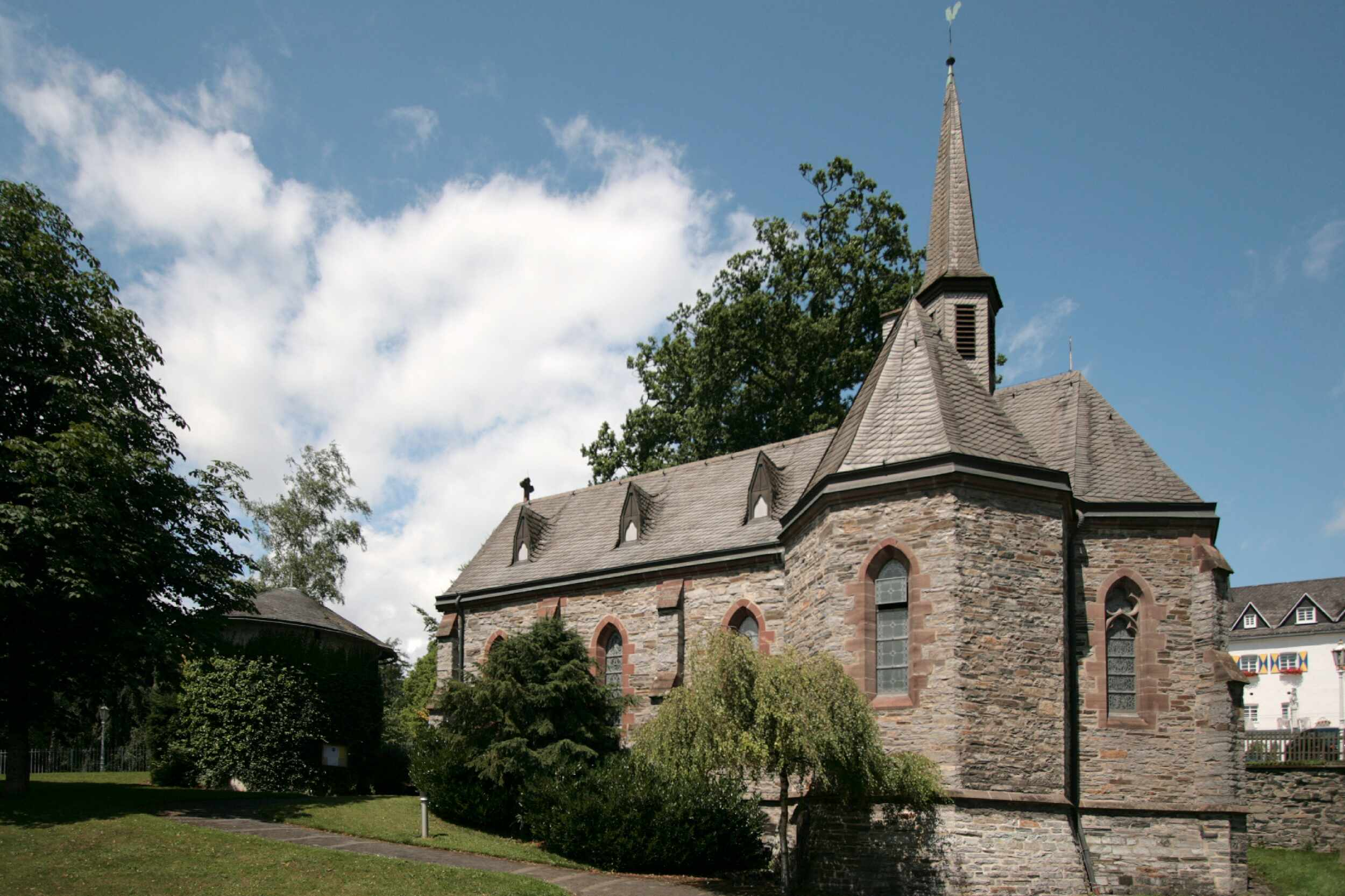
Gevelinghausen, Kapel

Arnsberg · Bestwig · Brilon · Eslohe · Hallenberg · Marsberg · Medebach · Meschede · Olsberg · Schmallenberg · Sundern · Winterberg